# ملوین ای. گودیل
ملوین ای. گودیل (انگلیسی: Melvyn A. Goodale؛ زادهٔ ۲۲ ژانویهٔ ۱۹۴۳) یک دانشمند و متخصص برجستهٔ علوم اعصاب اهل کانادا و دارندهٔ لقب و نشان همکار انجمن سلطنتی بریتانیاست.
وی رئیس «انستیتوی مغز و ذهن» در دانشگاه وسترن انتاریو و دارندهٔ «کرسی پژوهش کانادا» در زمینهٔ عصب‌شناسی دیداری است. پژوهش‌های او متمرکز بر سوبستراهای عصبی در درک بینایی و کنترل‌های حرکتی-دیداری است و به‌همراه «دیوید میلنر»، فرضیه مسیر دوگانه بینایی و شنوایی را مطرح کرد.